# Duke Ellington
Edward Kennedy "Duke" Ellington (Washington, 29 de Abril de 1899 — Nova Iorque, 24 de Maio de 1974) foi um compositor de jazz, pianista e líder de orquestra estadunidense eternizado com a alcunha de "The Duke" e distinguido com a Presidential Medal of Freedom (condecoração americana) em 1969 e com a Legião de Honra (condecoração francesa) em 1973, sendo ambas as distinções as mais elevadas que um civil pode receber. Foi ainda o primeiro músico de jazz a entrar para a Academia Real de Música de Estocolmo, e foi honoris causa nas mais importantes universidades do mundo.
A música de Duke Ellington foi uma das maiores influências no jazz desde a década de 1920 até à de 1960. Ainda hoje suas obras têm influência apreciável e é, por isso, considerado o maior compositor de jazz americano de todos os tempos. Entre os seus muitos êxitos encontram-se "Take the A Train" (letra e música por Billy Strayhorn), "Satin Doll", "Rockin' in Rhythm", "Mood Indigo", "Caravan", "Sophisticated Lady", e "It Don't Mean a Thing (If It Ain't Got that Swing)". Durante os anos 1920 e 30, Ellington partilhava frequentemente seus créditos de compositor com seu manager Irving Mills, até que no final dos anos 1930 desentenderam-se. Billy Strayhorn passou a ser o colaborador de Ellington (nem sempre creditado como tal) desde 1940 até à sua morte nos anos 1970.
Ellington tinha a preocupação de adaptar as suas composições de acordo com o talento dos músicos que compunham a sua orquestra, entre eles estiveram Johnny Hodges, Bubber Miley, Joe "Tricky Sam" Nanton, Barney Bigard, Ben Webster, Harry Carney, Sonny Greer, Otto Hardwick, e Wellman Braud. Muitos músicos permaneceram ao lado de Ellington durante décadas.

## Biografia
Duke Ellington nasceu na capital dos Estados Unidos, filho de James Edward Ellington e Daisy Kennedy Ellington. Seu pai, James, trabalhava como desenhista na marinha dos Estados Unidos, e também como mordomo na Casa Branca para ganhar mais algum dinheiro.
Seu primeiro emprego, no entanto, não foi na música. Sua grande paixão antes do piano foi o baseball, e para poder ver seus ídolos, arrumou um emprego de vendedor de amendoim. Costumava dizer que esse emprego o ajudou a vencer a timidez uma vez que tinha de gritar para conseguir seus trocados.
Como ambos os pais tocavam piano, Duke começou a ter lições de piano aos sete anos, a sua dedicação e esforço possibilitaram-lhe começar a actuar como profissional aos 17. O despertar da sua sensibilidade para a arte levaram-no a ir estudar no Armstrong Manual Training School em vez de estudar numa escola mais indicada para a prossecução dos estudos. No tempo livre ouvia pianistas ragtime e ao encontrar Harvey Brooks em Filadélfia aprendeu alguns "truques", que lhe permitiram encontrar um novo amor pela música. Voltou a aprender a tocar, e começou a actuar em cafés e clubes da zona, tendo desistido da escola três meses antes de completar a instrução, de forma a poder continuar mais a sério a sua carreira na música.
Um de seus ídolos foi o grande Fats Waller. Mestre no piano, ele foi um de seus grandes incentivadores e fundamental nos primeiros anos de Ellington em Nova Iorque. Na Big Apple (apelido dado à cidade pelos músicos de jazz), Ellington entra em contato com sons novos, diferentes do ragtime ouvido em Washington. Passa a ouvir os pianistas de stride do Harlem, assim como o som melodioso e swingado de Sidney Bechet e Louis Armstrong.
Em 1917 formou um grupo chamado "The Duke’s Serenaders" (que posteriormente mudou o nome para "The Washingtonians"), que levou para Nova Iorque em 1923. Ellington e os "The Washingtonians" tocaram em vários clubes de Nova Iorque e viajaram pelo estado da Nova Inglaterra como uma banda de música de dança, até que em 1927 tiveram a sua primeira oportunidade. Quando Joe “King” Oliver exigiu mais dinheiro ao prestigiado Cotton Club, o lugar de banda residente foi oferecido à banda de Ellington. Este era o clube do Harlem de maior nome, e "Duke Ellington and his Jungle Band" tornaram-se conhecidos em nível nacional graças às emissões de rádio que se faziam regularmente a partir do clube.
Aqui, Ellington teve a oportunidade de escrever música de vários estilos. Fazendo experiências na tonalidade, puxando os trompetes a notas muito agudas e usando o efeito "wah-wah", buscando também os efeitos do saxofone. Quando abandonou o Cotton Club, em 1931, era uma das maiores estrelas negras da América, gravando regularmente para várias companhias discográficas e aparecendo em filmes. Ellington continuou a viajar com a sua banda pelos Estados Unidos e Europa, fazendo ainda uma digressão por muitos outros países nos anos 1960.
Durante toda a sua vida gostou de fazer música experimental (em busca de novas sonoridades), gravou com John Coltrane e Charles Mingus e ainda com a sua dotada orquestra. Nos anos 1940 a banda atingiu um pico criativo, quando escreveu para orquestra a várias vozes e com uma criatividade tremenda. Alguns dos seus músicos, como Jimmy Blanton, transformaram o jazz durante o curto período que tocaram com Ellington.

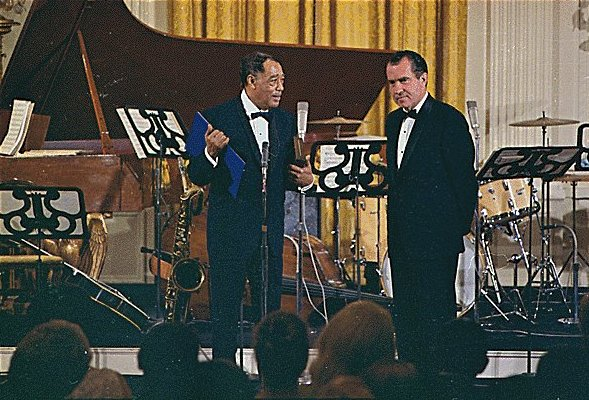
Duke Ellington recebendo a Presidential Medal of Freedom de Richard Nixon, 1969.

Mesmo com a saída dos músicos e a diminuição da popularidade do swing, Ellington continuou a encontrar aberturas, novas formas e novos parceiros. Ele compunha frequentemente de forma similar à música clássica, como em "Black, Brown and Beige" (1943), e "Such Sweet Thunder" (1957), baseado em Shakespeare. Sua composição "Diminuendo and Crescendo in Blue" com tremenda actuação de Paul Gonsalves em 1956 no Newport Jazz Festival aumentou muito a sua fama.
Também compôs para filmes, o primeiro dos quais Black and Tan Fantasy (1929), e também para Anatomy of a Murder (1959) que contava com a participação de James Stewart, e onde Ellington apareceu como líder de orquestra, e ainda Paris Blues (1961), no qual Paul Newman e Sidney Poitier apareciam como músicos de jazz.
Apesar do seu trabalho posterior ser ofuscado pelo brilho da sua música do início dos anos 1940, Ellington continuou a inovar, por exemplo com The Far East Suite (1966) e The Afro-Eurasian Eclipse (1971), até ao fim da sua vida. Este período da sua vida está a ser cada vez mais analisado, visto se ter agora uma percepção de quão criativo foi Ellington até o final.
Ellington foi nomeado para o Prémio Pulitzer de Música em 1965, mas foi recusado, ao que reagiu dizendo: "O destino tem sido gentil comigo. O destino não quer que eu seja famoso demasiado cedo."
Duke Ellington faleceu a 24 de Maio de 1974 e foi enterrado no Cemitério de Woodlawn, no Bronx em Nova Iorque. Um grande memorial a Duke Ellington criado pelo escultor Robert Graham foi-lhe erigido em 1997 no Central Park, Nova Iorque, próximo do cruzamento da Quinta Avenida com a 110th Street, uma intersecção chamada Duke Ellington Circle. Em Washington D.C. existe uma escola dedicada à sua honra e memória, a The Duke Ellington School of the Arts, onde se ensinam estudantes promissores, que ponderam seguir carreira no mundo das artes, através de programas fortes e de estudo intenso no sentido de preparar os estudantes para a educação pós-secundária e/ou as suas carreiras profissionais.

## Canções
- «Download "It Don't Mean a Thing (If It Aint't Got That Swing)"». um dos primeiros êxitos da carreira de Ellington
- «Download "Take the A-Train"». uma composição de Billy Strayhorn

## Discografia
- Ella & Duke at The Côte D'Azur
- Anatomy of a Murder Soundtrack
- Duke Ellington & John Coltrane
- Duke Ellington meets Coleman Hawkins
- Ellington at Newport 1956
- Live At The Whitney
- Money Jungle
- Such Sweet Thunder

## Curiosidades
Seu nome continua sendo lembrado na cultura popular contemporânea. A série de animação Big Mouth inclui o personagem "Fantasma de Duke Ellington", dublado na versão original por Jordan Peele, em referência ao músico.